# Landudal
Landudal – miejscowość i gmina we Francji, w regionie Bretania, w departamencie Finistère.
Według danych na rok 1990 gminę zamieszkiwało 680 osób, a gęstość zaludnienia wynosiła 41 osób/km² (wśród 1269 gmin Bretanii Landudal plasuje się na 729. miejscu pod względem liczby ludności, natomiast pod względem powierzchni na miejscu 609.).